# Jerzy Głazek
Jerzy Feliks Tadeusz Głazek (ur. 10 lipca 1936 w Warszawie, zm. 3 lipca 2009 w Poznaniu) – polski geolog i speleolog, profesor, taternik.
Syn zoologa Stanisława Głazka, brat himalaisty i matematyka Kazimierza Głazka.

## Życiorys
Studiował geologię na Uniwersytecie Wrocławskim, po dwóch latach przeniósł się na Uniwersytet Warszawski, gdzie w 1959 obronił pracę magisterską o masywie Koszystej w Tatrach. W czasie studiów (1956) został zatrudniony jako asystent na Uniwersytecie Warszawskim, gdzie pracował do 1991. Później – aż do śmierci – pracował na Uniwersytecie im. Adama Mickiewicza w Poznaniu. W latach 60. XX w. wyjechał na badania geologiczne do Wietnamu i na podstawie zebranych tam materiałów doktoryzował się na Uniwersytecie Warszawskim w 1966. Badania krasu kopalnego (paleokrasu) stały się bazą habilitacji z 1990. W 1998 otrzymał tytuł profesorski, w 2005 został członkiem PAU.
Jerzy Głazek zajmował się bardzo szeroką tematyką geologiczną. W pierwszym okresie badawczym studiował głównie budowę geologiczną skał osadowych oraz tektonikę Tatr, gdzie wykonywał też mapy geologiczne, następnie budowę i tektonikę  jury rejonu Gór Świętokrzyskich, a w ostatnich dekadach swojej pracy przede wszystkim kras kopalny. W trakcie prac geologicznych odkrył i opisał szereg stanowisk paleontologicznych. Zajmował się też  problemami tektoniki globalnej. Jest autorem około 400 publikacji naukowych, w tym wielu monografii.
Do głównych osiągnięć Głazka należy rewizja zasięgu jednostki wierchowej oraz jednostek reglowych we wschodnim sektorze polskiej części Tatr, udowodnienie, że utwory mezozoiku Gór Świętokrzyskich powstawały w ryfcie i że wzdłuż strefy Teisseyre’a-Tornquista nie zachodziły znaczące przesunięcia poziome. W zakresie badań nad krasem ustalił, że klimat nie jest jedynym głównym czynnikiem determinującym rozwój i siłę procesów krasowych. Zainicjował w Polsce stosowanie datowań izotopowych dla nacieków jaskiniowych. Ustanowił nowy typ genetyczny jaskiń: jaskinie proglacjalne.

## Odznaczenia i wyróżnienia
Odznaczony m.in. Złotym Krzyżem Zasługi (1977), Krzyżem Kawalerskim Orderu Odrodzenia Polski (1987), Medalem Komisji Edukacji Narodowej (2002).

## Wybrane publikacje
- Kutek J. & Głazek J., 1972: The Holy Cross area, Central Poland, in the Alpine cycle. „Acta Geologica Polonica”, 4.
- Głazek J., Trammer J. & Zawidzka K., 1973: The Alpine microfacies with Glomospira densa (Pantić) in the Muschelkalk of Poland and some related paleogeographical and geotectonic problems. „Acta Geologica Polonica”, 23:463–482.
- M. Bac-Moszaszwili, J. Burchart, J. Głazek, A. Iwanow, W. Jaroszewski, Z. Kotański, J. Lefeld, L. Mastella, W. Ozimkowski, P. Roniewicz, A. Skupiński, E. Westwalewicz-Mogilska, 1979: Mapa geologiczna Tatr, 1:30 000. Wydawnictwa Geologiczne, Warszawa.
- Russell S. Harmon, Jerzy Głazek, Krystian Nowak, 1980: 230Th/234U dating of travertine from the Bilzingsleben archaeological site. „Nature”, 284, s. 132–135.
- Głazek J., 1984: Pierwsze datowania izotopowe nacieków z jaskiń tatrzańskich i ich konsekwencje dla stratygrafii plejstocenu Tatr (First isotope datings of speleothems from Tatra caves and their bearing on Pleistocene stratigraphy of the Tatra Mts.) „Przegląd Geologiczny”, 32, 1, s. 39–43.
- Pavel Bosák, Derek Ford, Jerzy Głazek, Ivan Horaček (red.), 1989: Paleokarst: A Systematic and Regional Review (Developments in Earth Surface Processes), Academia, Praha and Elsevier, Amsterdam, 725 stron, ISBN 0-444-98874-2
- Głazek J., 1989: Paleokarst of Poland. [W:] Bosák P., Ford D., Głazek J., Horaček I. (red.): Paleokarst, a systematic and regional review, s. 77–105.
- Głazek J., 1999: Skały magmowe: Budowa wewnętrzna, Uproszczona klasyfikacja, Przegląd systematyczny , Magmowe skały narzutowe. W: Roniewicz P. (red.), Przewodnik do ćwiczeń z geologii dynamicznej. Wyd. VII poprawione i uzupełnione, s. 44–74. Wyd. PAE, Warszawa, ISBN 83-85636-16-1